# ボーダン・ボンダレンコ
ボーダン・ボンダレンコ （ウクライナ語: Богдан Бондаренко, Bohdan Bondarenko, 1989年8月30日 - ） は、ウクライナの陸上競技選手、専門は走高跳。 屋外自己ベストは2014年6月14日にIAAFダイヤモンドリーグ・アディダスグランプリで記録した2m42。2m42は記録当時、ハビエル・ソトマヨルに次ぐ歴代2位の記録。室内自己ベストは2m27。右足で踏み切り、背面跳びを使う。

## 経歴

### ジュニア時代
ボンダレンコはソビエト連邦・ウクライナ・ソビエト社会主義共和国のハルキウに生まれた。2005年9月、ヤルタで行われた競技会で2m15を跳んだ。2006年、北京で行われた世界ジュニア選手権に出場、予選で2m14をかろうじてクリアし、16歳で史上最年少の決勝進出者となった。予選で6名が2m14をクリアしたが、無効試技数の差で2名が決勝に進んだ。決勝では自己ベストを更新する2m26を跳び、黄海強、ニキ・パリに次ぐ3位に入って銅メダルを獲得した。2007年2月、キエフで行われた室内競技会で自己ベスト2m25を記録した。同年、屋外は2m19を跳ぶのがやっとだった。
2008年、ボンダレンコは室内シーズンに目立った記録を残せなかったが、6月にヤルタで出場した競技会でジュニア今季世界最高（当時）となる2m25を跳んだ。7月、ビドゴシチで行われた世界ジュニア選手権決勝はジュニア今季世界最高となる2m26の記録で優勝した。2m21で1度失敗した以外2m08から2m26までを1回でクリアした。2008-09年の室内シーズン、ボンダレンコは2009年2月にウッチで行われた競技会で自己ベストを2m27に伸ばした。2009年ヨーロッパ室内選手権は9位だった。
2011年、オストラヴァで行われたヨーロッパU-23選手権は2m30の記録で優勝、7月に深圳で開催されたユニバーシアドも優勝を飾った。8月に大邱で出場した世界選手権は2m28の記録で予選A組8位となり予選落ちした。

### シニア時代
2012年、ボンダレンコは6月17日にムィコラーイウで行われた競技会で2m31に自己ベストを伸ばす。同年8月のロンドンオリンピックにウクライナ代表として出場し、8月7日の決勝は2m29の記録で7位入賞の成績を残した。決勝は5人が2m29をクリアしこのうちムタズ・エサ・バルシムら3名が銅メダルを獲得したが、ボンダレンコは2m20・2m29を1回ずつ失敗、無効試技数の差でメダル獲得はならなかった。
2013年、5月10日のカタールスーパーグランプリを2m33の大会タイ記録で優勝、同月18日の上海ゴールデングランプリは大会記録に並ぶ2m33を記録したがバルシムに敗れた。6月30日のバーミンガムグランプリは大会タイ記録の2m36で優勝。7月4日のアスレティッシマは世界歴代3位となる2m41を記録して優勝した。2m41は3回目に成功しロンドンオリンピック銀メダリストのエリック・カイヤードを抑えて優勝、同年6月にバルシムがプリフォンテーンクラシックで記録した2m40を上回る今季世界最高をマークした。7月26日のロンドングランプリも2m38の記録で勝って同年のダイヤモンドリーグ4勝目を挙げた。8月にモスクワで出場した世界選手権では16日の決勝で、自己タイ記録となる2m41で優勝した。このとき、1つ前の2m38をパスし、2m41も2回目で成功するなどの余裕さを見せていたため、ハビエル・ソトマヨルが1993年7月27日に出した世界記録2m45を超えるのではないかと期待されたが、達成はされなかった。
2014年ヨーロッパ選手権では大きな期待が寄せられたものの、小雨の降る肌寒さの中、2m35を2度目の試技で決めて優勝を決めた後、2m43に1度だけ挑戦して失敗、以後は棄権した。
2016年リオ五輪では2m33を跳び、銅メダルを獲得。
2017年にロンドンで行われた世界選手権ではメダルが期待されたものの、2m25で9位に終わり入賞することもできなかった。

## 主な戦績
| 年   | 大会                     | 開催地           | 順位 | 記録 |
| ---- | ------------------------ | ---------------- | ---- | ---- |
| 2006 | 世界ジュニア選手権       | 北京             | 3位  | 2m26 |
| 2007 | ヨーロッパジュニア選手権 | ヘンゲロ         | 9位  | 2m14 |
| 2008 | 世界ジュニア選手権       | ビドゴシチ       | 1位  | 2m26 |
| 2009 | ヨーロッパ室内選手権     | トリノ           | 9位  | 2m20 |
| 2011 | ヨーロッパU-23選手権     | オストラヴァ     | 1位  | 2m30 |
| 2011 | ユニバーシアード         | 深圳             | 1位  | 2m28 |
| 2011 | 世界選手権               | 大邱             | 予選 | 2m28 |
| 2012 | ヨーロッパ選手権         | ヘルシンキ       | 11位 | 2m29 |
| 2012 | オリンピック             | ロンドン         | 7位  | 2m29 |
| 2013 | 世界選手権               | モスクワ         | 1位  | 2m41 |
| 2014 | ヨーロッパ選手権         | チューリッヒ     | 1位  | 2m35 |
| 2015 | 世界選手権               | 北京             | 2位  | 2m33 |
| 2016 | オリンピック             | リオデジャネイロ | 3位  | 2m33 |
| 2017 | 世界選手権               | ロンドン         | 9位  | 2m25 |